# ماركو بوده
ماركو بوده (بالألمانية: Marco Bode)‏ مواليد 23 يوليو 1969 في أوسترودة آم هارتس، ألمانيا الغربية، هو لاعب كرة قدم ألماني دولي سابق كان يلعب كلاعب وسط. سبق له أن لعب في كأس العالم لكرة القدم مع منتخب بلاده. لعب خلال مسيرته 421 مباراة سجل خلالها 120 هدفاً.

## المسيرة الاحترافية

### أندية لعب لها
- فيردر بريمن

## روابط خارجية
- ماركو بوده على موقع الاتحاد الدولي (مؤرشف)  (الإنجليزية)
- ماركو بوده على موقع الاتحاد الأوربي (الإنجليزية)
- ماركو بوده على موقع قاعدة بيانات كرة القدم.إي يو (الإنجليزية)
- ماركو بوده على موقع بيانات كرة القدم. دي إي (الألمانية)
- ماركو بوده على موقع ناشيونال فوتبول تيمز (الإنجليزية)
- ماركو بوده على موقع عالم كرة القدم.نت (الإنجليزية)